# 木格措
木格措（藏語：མི་བརྒལ་མཚོ།，威利转写：mi brgal mtsho，或མི་བགཽ་མཚོ།）也称长海子、野人海，是一个位于中国四川省甘孜藏族自治州康定市雅拉乡境内的淡水湖，湖面海拔3777米，湖长2.9千米，平均宽0.7千米，面积1.9平方千米。湖水从东岸出流汇入大渡河支流雅拉沟。木格措附近有众多高山湖泊和温泉，原始森林、草原和雪山景观互相交融，已辟为木格措风景区，属于贡嘎山国家级风景名胜区的一部分。